# رالفي ماي
رالف دورين ماي  (17 فبراير 1972-6 أكتوبر 2017) كان كوميديا وممثلاً أمريكياً، عُرِف بطروحاته الخاصة الواسعة في مجال السياحة والكوميديا على منصات إعلامية متعددة.

## وقت مبكر من الحياة
ولد ما في 17 فبراير 1972، في تشاتانوغا،تينيسي، وتربى في كلاركسفيل،أركنساس، وهو الأصغر بين أربعة أطفال.
في سن 17، فاز بمسابقة لفتح المجال لسام كينيسون، الذي اعتبره مثله الأعلى. وقد أوضح ماي، «إن النكتة التي أحبها الأفضل كانت تتحدث عن عازف الطبول (ريك ألين) من ديف ليبارد. 'بعد أن فقد ذراعه، شعرت بالسوء حيال الاستماع إليه. ليس لأنني متحيز ضد الأشخاص المعاقين، إنها مجرد حقيقة أنني إذا صفقت، فهذه إهانة له، مثل» ها! ها! إنظرْ إلى وانا أستعملِ يدي! ""  اقترح كينيسون أن ينتقل ماي إلى هيوستن لمواصلة تطوير روتينه الكوميدي. وقد تخرج ماي من المدرسة الثانوية للفنون المسرحية والبصرية.

## الحياة المهنية
في عام 2003، تم اختيار ماي للمشاركة في الموسم الأول من Last Comic Standing. أننهى في المركز الثاني في المسابقة، مع Dat Phan الفوز بالمركز الأول. بعد ذلك، ظهر ماي في عروض كوميدية، مثل The Wayne Brady Show وThe Tonight Show with Jay Leno..
في عام 2005، كان الممثل الكوميدي الأبيض الوحيد في برنامج The Big Black Comedy Show، والذي ظهر أيضًا في Mo'Nique وRodman وVince Morris.
في عام 2005، أصدر ماي ألبومه الكوميدي الأول Just Eque. وفي وقت لاحق سجل أربعة عروض خاصة كوميدية تحت عنوان Girth of a Nation (2006)،Prime Cut (2007)، Austin-tatious (2008)، و Too Big To Ignore (2012)، فضلاً عن عرضين خاصين من نيتفليكس بعنوان Imperfectly Yours (2013) و Unruly (2015). ظهر في For Da Love of Money. كما أدى أيضًا في "Gathering of the Juggalos 2012".

## الحياة الشخصية
في 3 يوليو 2005، تزوج من الفنان الكوميدي لاهنا تورنر. كان للزوجين طفلان: ابنة ولدت في سبتمبر 2007  وابن ولد في يونيو 2009. وتقدم الزوجان بطلب الطلاق في أكتوبر 2015 سعيا للحصول على حضانة مشتركة لأطفالهما، لكن انفصالهما لا يمكن أن يستمر لأبدًا.
و كافح ماي مع السمنة طوال حياته. وشارك في VH1's <i id="mwVA">Celebrity Fit Club</i> وخضع لعملية جراحية للمعدة في عام 2004، والتي خفضت وزنه إلى 350 رطلاً (160 كغم). . بعد إصابة ب الالتهاب الرئوي الفيروسي في رحلة بحرية في أكتوبر 2011، فقد ماي 40 رطلاً.
في نوفمبر 2011، عانى من انسداد رئوي شبه مميت بعد إصابته بالتهاب رئوي خطير في سفينة سياحية، حيث استقرت جلطة دموية من ساقه في أحد الشرايين.
وقد ناقش جدته في عدد من المقابلات ونسب إليها الفضل في المساعدة في رعايته ورعاية إخوته وهم يكبرون. في حديث صحيفة Arkansas Times في عام 2012، قال ماي، "الحمد لله على جدتي، كانت امرأة لا مثيل لها. لقد كانت مفيدة جداً، أبقتنا في مكانة فوق إمكانياتنا وتأكدت من الاعتناء بنا كالملابس والأحذية النظيفة ". كما تشير سيرته الذاتية على Facebook أيضًا إلى جدته. "عندما كنت صغيرا، جدتي علمتني كيفية الحياكة وكيفية اللحاف، وهذه هي الطريقة التي أقوم بها بفكرة، لدي خطوط واحدة، لدي نكات قذرة، ولكن لدي أيضا قصص طويلة التي هي 10 أو 20 دقيقة تأتي الضحكات كل ثماني ثوان. إنها مجموعة مختلفة. وهي حياة مختلفة عن حياة معظم الناس."" 
في مقابلة مع صحيفة أركنساس تايمز في عام 2012، ناقش نشأته في كلاركسفيل، إلقاء الضوء على بعض المصاعب التي واجهها. "كانت حياة صعبة أثناء نشئتي. كانت قصة مماثلة للكثير من الناس في أركنساس. أمي كانت بائعة زهور. أنا الأصغر بين أربعة. أبي وأمي كرهوا بعضهم البعض، وألقوا اللوم علينا. كانت تقاضيه لعدم دفع نفقة الطفل، ثم لم يدفع، وانتهى الأمر بتكبدنا الكثير.
في عام 2013، بدأ ماي وزوجته تيرنر بث بودكاست معا يسمى بيرفكت 10.
نُشرت مذكراته، This Might Get a little Heavy، بعد وفاته في ديسمبر 2017.

## موت
في 6 أكتوبر 2017، أصيب ماي بسكتة قلبية وتوفي. أكد ستايسي بوكلودا أن ماي كان يكافح الالتهاب الرئوي لعدة أسابيع وألغى عروضه خلال الشهر السابق. كان عمره 45 عاما. ونشر في وقت لاحق أنه، قبل ساعات من وفاته، كان من المقرر أن يقوم ماي بلقاء وتحية بعد أدائه الأخير في Harrah's في لاس فيغاس في منتصف الليل تقريبًا، لكنه كان قد أظهر بالفعل علامات على تدهور حالته.

## فيلموغرافيا
| عام  | عنوان                                          | دور     | ملحوظات                             |
| ---- | ---------------------------------------------- | ------- | ----------------------------------- |
| 2002 | من أجل دا حب المال                             | أوتيس   |                                     |
| 2003 | فقط صحيح                                       | نفسه    | [ 22 ]                              |
| 2003 | ووبي                                           | سامي    | الحلقة: "The Fat and the Frivolous" |
| 2005 | كوميديا سوداء كبيرة: المجلد. 2                 | نفسه    | [ 22 ]                              |
| 2005 | كوميديا سوداء كبيرة: المجلد. 4                 | نفسه    | [ 22 ]                              |
| 2006 | محيط أمة                                       | نفسه    |                                     |
| 2007 | قطع اولي                                       | نفسه    |                                     |
| 2007 | Bangin 'مع رالفي May                           | نفسه    | [ 22 ]                              |
| 2008 | أطلق العنان لأفضل القصص المصورة مع بايرون ألين | نفسه    | [ 22 ]                              |
| 2008 | أوستن تاتيوس                                   | نفسه    | [ 22 ]                              |
| 2012 | أكبر من أن يتم تجاهله                          | نفسه    |                                     |
| 2013 | تفضلوا بقبول فائق الاحترام                     | نفسه    |                                     |
| 2013 | سكويدبيليس                                     | ف الجوز | الحلقة: "أنت لا حفر السجيل"         |
| 2015 | مزعج                                           | نفسه    |                                     |
| 2016 | داخل ايمي شومر                                 | رالفى   |                                     |
| 2017 | بن آند تيلر: يخدعنا                            | نفسه    | [ 22 ]                              |
| 2018 | رالف قد يعرض                                   | نفسه    |                                     |
| 2019 | ما أكل رالف ماي؟                               | نفسه    | [ 22 ]                              |

## ديسكغرفي
| عام  | العنوان               | ملحوظات |
| ---- | --------------------- | ------- |
| 2005 | فقط صحيح              |         |
| 2006 | محيط أمة              |         |
| 2007 | قطع اولي              |         |
| 2008 | أوستن تاتيوس          |         |
| 2012 | أكبر من أن يتم تجاهله |         |

## روابط خارجية
- الموقع الرسمي
- رالفي ماي في قاعدة بيانات الأفلام على الإنترنت
- رالفي ماي  على موقع أول موفي
- Ralphie May على موقع فايند أغريف